# Valletta
Valletta, máltai nevén Il-Belt (a város) Málta fővárosa és egyik helyi tanácsa. A Máltai főegyházmegye érseki társszékvárosa. Területe 0,84 km², lakossága pedig 6315 fő, ezzel mindkét szempontból az Európai Unió legkisebb fővárosa. Nevét alapítójáról, Jean Parisot de La Valette johannita nagymesterről kapta. 1980 óta a város teljes területe az UNESCO világörökség része.

## Fekvése és klímája
Valletta Malta sziget északkeleti partján, a Marsamxett öböl és a Nagy Kikötő közti Sceberras-félszigeten fekszik. A várost délnyugatra a félsziget másik részét elfoglaló Floriana határolja.
Vallettában mediterrán éghajlat jellemző. Az éves átlaghőmérséklet 20,5 °C, télen 10-15 °C, nyáron 25-30 °C között van. Az átlagos csapadékmennyiség 112,5 mm/hónap. A napsütéses órák száma átlagosan napi 8,16.
| Hónap                            | Jan. | Feb. | Már. | Ápr. | Máj. | Jún. | Júl. | Aug. | Szep. | Okt. | Nov. | Dec. | Év   |
| -------------------------------- | ---- | ---- | ---- | ---- | ---- | ---- | ---- | ---- | ----- | ---- | ---- | ---- | ---- |
| Rekord max. hőmérséklet (°C)     | 24,5 | 23,7 | 25,6 | 30,2 | 33,8 | 38,9 | 41,9 | 43,1 | 35,8  | 30,0 | 26,2 | 24,3 | 43,1 |
| Átlagos max. hőmérséklet (°C)    | 15,0 | 15,0 | 16,0 | 18,0 | 22,0 | 26,0 | 30,0 | 30,0 | 27,0  | 23,0 | 19,0 | 16,0 | 21,5 |
| Átlaghőmérséklet (°C)            | 12,0 | 12,0 | 13,0 | 15,0 | 18,0 | 22,0 | 26,0 | 26,0 | 24,0  | 21,0 | 16,0 | 13,0 | 18,2 |
| Átlagos min. hőmérséklet (°C)    | 9,0  | 9,0  | 10,0 | 12,0 | 15,0 | 18,0 | 21,0 | 22,0 | 20,0  | 17,0 | 13,0 | 11,0 | 14,8 |
| Rekord min. hőmérséklet (°C)     | 0,4  | 0,6  | 2,8  | 4,1  | 5,7  | 7,2  | 8,5  | 8,2  | 6,5   | 4,3  | 1,7  | 0,1  | 0,1  |
| Átl. csapadékmennyiség (mm)      | 89   | 56   | 47   | 28   | 13   | 3    | 2    | 1    | 31    | 79   | 92   | 103  | 544  |
| Havi napsütéses órák száma       | 155  | 169  | 217  | 270  | 310  | 330  | 372  | 341  | 270   | 217  | 180  | 155  | 2986 |
| Forrás: Weatherbase, BBC Weather |      |      |      |      |      |      |      |      |       |      |      |      |      |

## Története

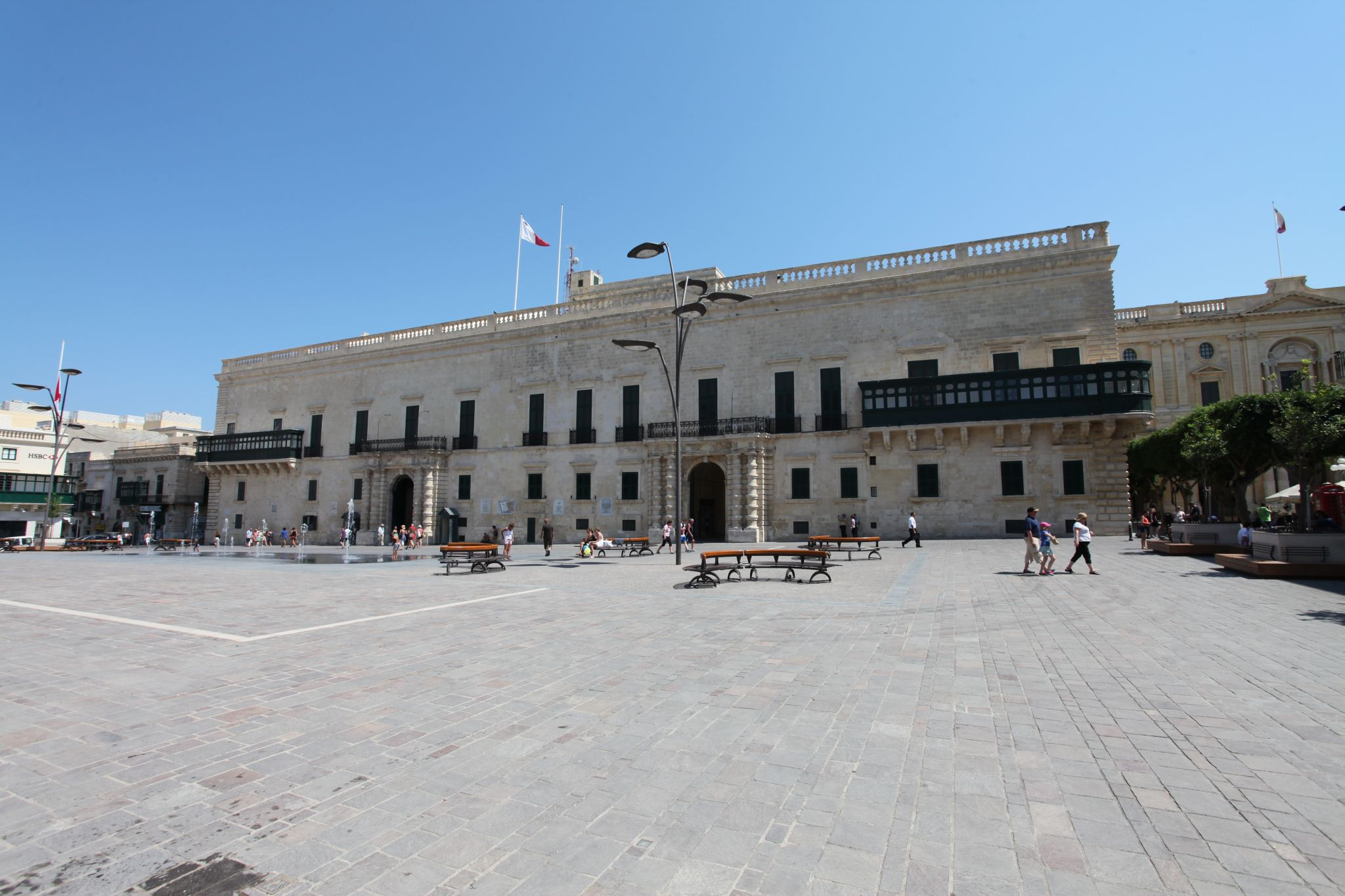
A Nagymesteri Palota épülete

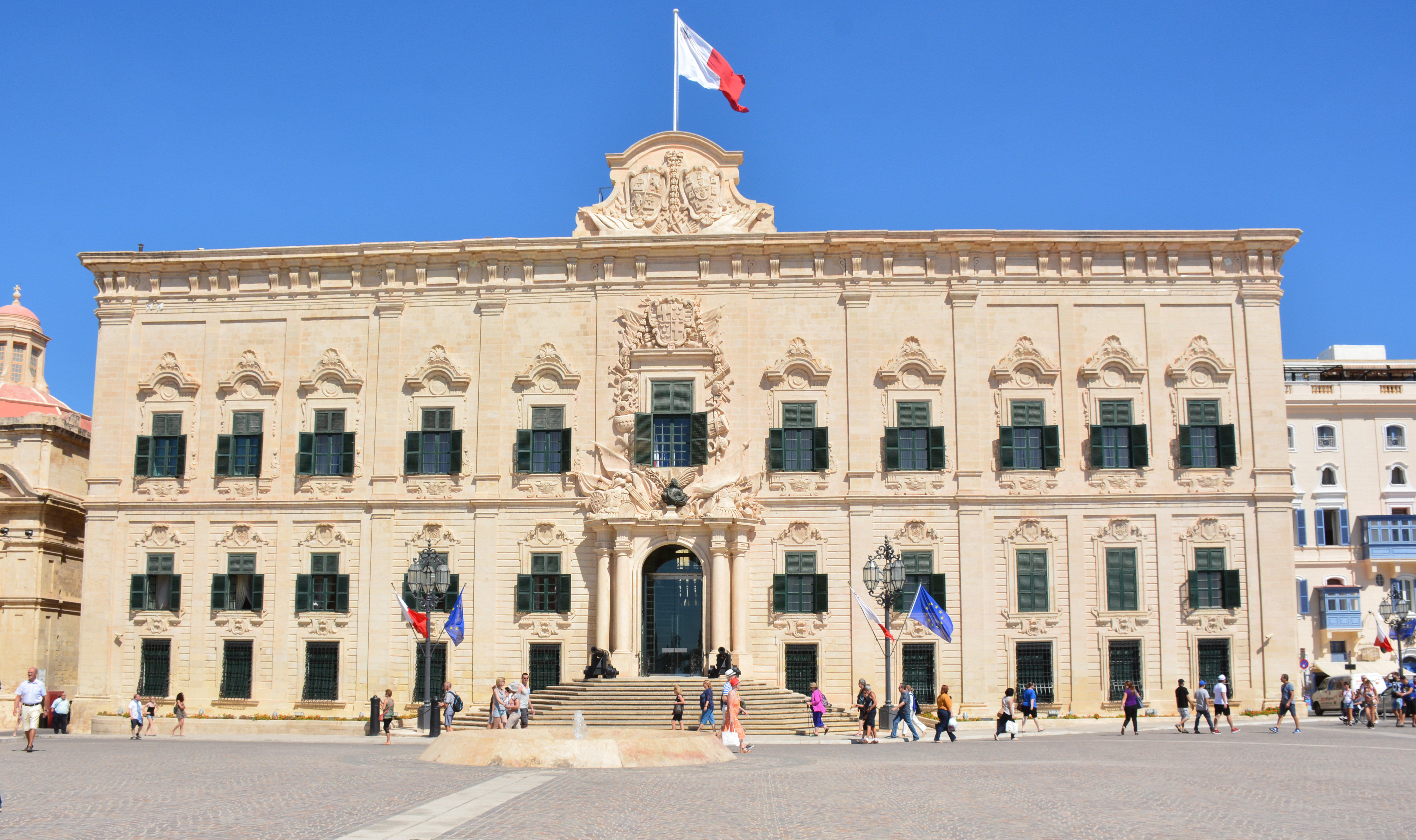
Az Auberge de Castille et Leon épülete, ma a miniszterelnök rezidenciája

A Jeruzsálemi Szent János Ispotályos Lovagrend 1530-ban kapta meg Málta szigeteit, és a Nagy Kikötő melletti Castello a marét választotta székhelyéül. Azonban már az 1560-as években javasolták külföldi mérnökök, hogy a szemközti Sceberras-félszigetre, amelynek csak a csúcsát foglalta el a Szent Elmo-erőd, erődítéseket kellene építeni, ugyanis a félsziget magasabban volt, mint Castello a mare, és a modern ágyúk már képesek voltak átlőni az öböl fölött.
1565-ben az törökök ostrom alá vették a Nagy Kikötő erődjeit (Szent Elmo, Castello a mare, Senglea), és valóban, a Sceberrasról lőtték is a túlparti városokat. Ezért, amikor a Nagy ostrom véget ért, Jean Parisot de La Valette nagymester 1566. március 28-án megalapította a félszigeten az új várost, amelynek saját nevét, valamint a Città Umilissima nevet adta. Első építésze Francesco Laparelli olasz mérnök volt. A város elkészültét egyikük sem érte meg, De La Valette 1568-ban halt meg, Laparelli két évvel később. Az építkezést Ġlormu Cassar máltai építész folytatta, és végül 1571. március 18-án Pietro del Monte nagymester átköltöztette a lovagrend főhadiszállását az új városba.
A város modern megoldásokkal büszkélkedhetett, többek között föld alatti vízhálózata volt, bár friss vízért egészen 1618-ig Marsa vízfolyásaihoz kellett járniuk. 1573-ban megkezdődött a Szent János-társkatedrális építése, 1574-ben megnyitotta kapuit a Sacra Infermeria, Európa egyik legmodernebb kórháza. 1615-re Alof de Wignacourt nagymester 15 kilométeres vízvezetéket építtetett a Rabat-környéki forrásoktól, ezzel a város friss vízhez jutott. A 17. század első felétől a félsziget védtelen déli részén újabb erődítések épültek, amelyek tervezőjükről, Pietro Paolo Florianiról a Floriana nevet kapták. 1676-ban orvosi iskola nyílt a Sacra Infermeria keretén belül, 1732. január 9-én megnyitotta kapuit a szigetek első színháza, a Teatro Pubblico (a mai Manoel Színház elődje). 1761-ben megnyílt az első közkönyvtár, 1769-ben megalakult Málta egyeteme, 1786-ban pedig a Matematikai- és Tengerészeti Tudományok Iskolája.
A nagymesterek a város védelmére erődök sorozatát építették a két nagy öböl partjain: Floriana (1634–1721), a Ricasoli-erőd (Kalkara, 1670-től), Cospicua (1675-től), a Manoel-erőd (1726-tól) és a Tigné-erőd.

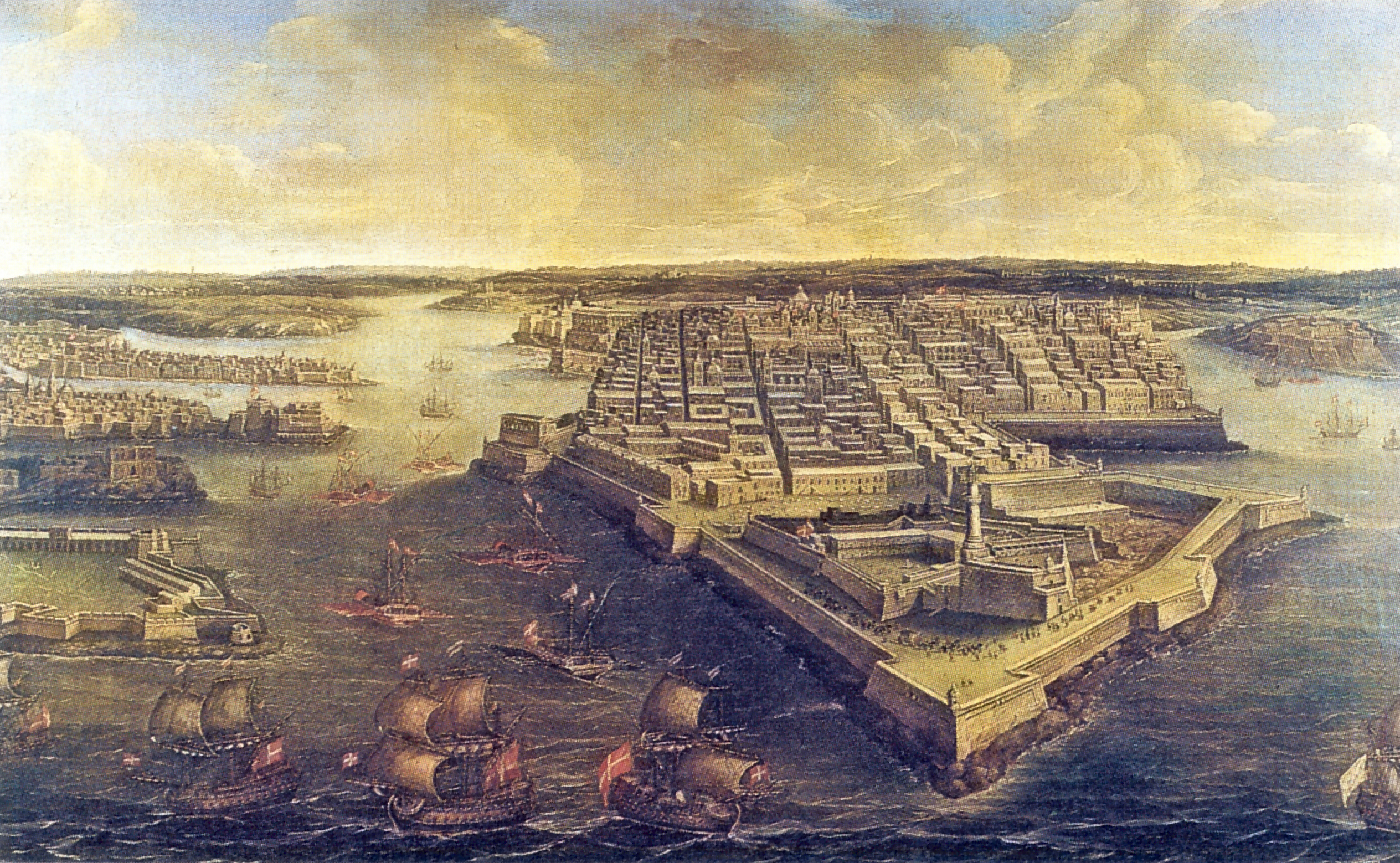
Valletta 1801-ben

1798. június 12-én Ferdinand von Hompesch zu Bolheim nagymester átadta a szigeteket Napóleon tábornok francia seregének. A máltaiak felkelése miatt a Henri de Vaubois tábornok vezette franciák ide szorultak vissza, és éhezés és belső viszályok ellenére két évig tartották a várost az időközben portugál és brit segítséggel megerősített helyiekkel szemben. Végül 1800. szeptember 5-én feladták a várost. Málta brit koronagyarmat lett.
Bár Valletta maradt Málta székhelye, a jelentős fejlesztések a környék jobb adottságú városaiban zajlottak. Valletta így megőrizte lovagkori arculatát, a britek csupán néhány épületet emeltek, mint például a Királyi Operaházat. Az első jelentős fejlesztés a városban a vasút megépítése volt, amelynek végállomása a főkapu melletti árokban ma is látható. 1905-től villamosvonal kötötte össze a Három Várossal és Żebbuġ-dzsal. A fejlődés az első világháború alatti teljes foglalkoztatottságban érte el a csúcsát. A háború után rohamosan nőtt a munkanélküliség, a körülmények miatt 1919. június 7-én felkelés tört ki a városban, s a brit hadsereg közbelépése négy halálos áldozatot követelt. Nemzetgyűlés alakult, és sikerült kiharcolni az 1921-ben bevezetett új alkotmányt, amely a birodalmi ügyek kivételével teljes függetlenséget biztosított Máltának. A két világháború között megszűnt a villamos- és vonatközlekedés, helyette egyre nagyobb szerephez jutottak az autóbuszok.
A második világháború során a lakosság nagyon sokat szenvedett. Olaszország hadbalépésének másnapjától egészen a fegyverletételig bombázták a Nagy Kikötő környékét. Egy ejtőernyősökkel végrehajtott támadás tervét is elkészítették, de feltehetően reménytelennek itélték, ezért végül meg sem próbálták. 1941 májusától a tengeri utánpótlás is akadozott, ezért éhínség tört ki. 1942 telén és tavaszán volt a legszörnyűbb a pusztítás, a városból alig maradt épen valami. Augusztus 15-én végre megérkezett az utánpótlás a Nagy Kikötőbe, szeptember 29-én itt írták alá az olasz flotta megadását, és októberre a brit légierő uralta Málta légterét. Ettől kezdve a szövetségesek vezetői lakták be a várost és környékét, hogy előkészítsék a szicíliai partraszállást. 1945. január 30. és február 3. között Vallettában találkozott Franklin D. Roosevelt amerikai elnök és Winston Churchill brit miniszterelnök, hogy előkészítsék a Szovjetunióval folytatott tárgyalásokat.
1946-ban megalakult a Nemzetgyűlés, 1947-től az új kormány székhelye lett a város. A háborútól kezdve lakossága folyamatosan csökken. 1964-ben lett a független Málta fővárosa. 1980-ban az UNESCO a világörökség részévé nyilvánította. 1993 óta Málta 68 helyi tanácsának egyike. 1998-ban erődítései a Lovagi erődök Málta kikötőiben néven javasolt világörökségi helyszín részei is lettek. 2010-től nagyszabású építkezés kezdődött a florianai oldalon (City Gate Project), ahol a főkapu lebontásával új épületegyüttes, köztük a parlament és egy szabadtéri színház épül. Az egykori Porta San Giorgio (Szt. György-kapu) helyét 2011. május 15-én átadták a forgalomnak, a teljes építkezés befejezését 2013-ra tervezték.
Ma az Európai Unió legkisebb fővárosa.

## Önkormányzata
Vallettát héttagú helyi tanács irányítja. A jelenlegi, hetedik tanács 2013 márciusa óta van hivatalban, 4 nemzeti párti és 3 munkáspárti képviselőből áll.
Polgármesterei:
- Hector Bruno (1993–1999)
- Paul Borġ Olivier (1999–2008)
- Alexei Dingli (Nemzeti Párt, 2008–)

## Ünnepei
- Szent Pál (január 25.)
- Szent Augusztin (július 1.)
- Szent Domonkos (augusztus 4.)

## Nevezetességei

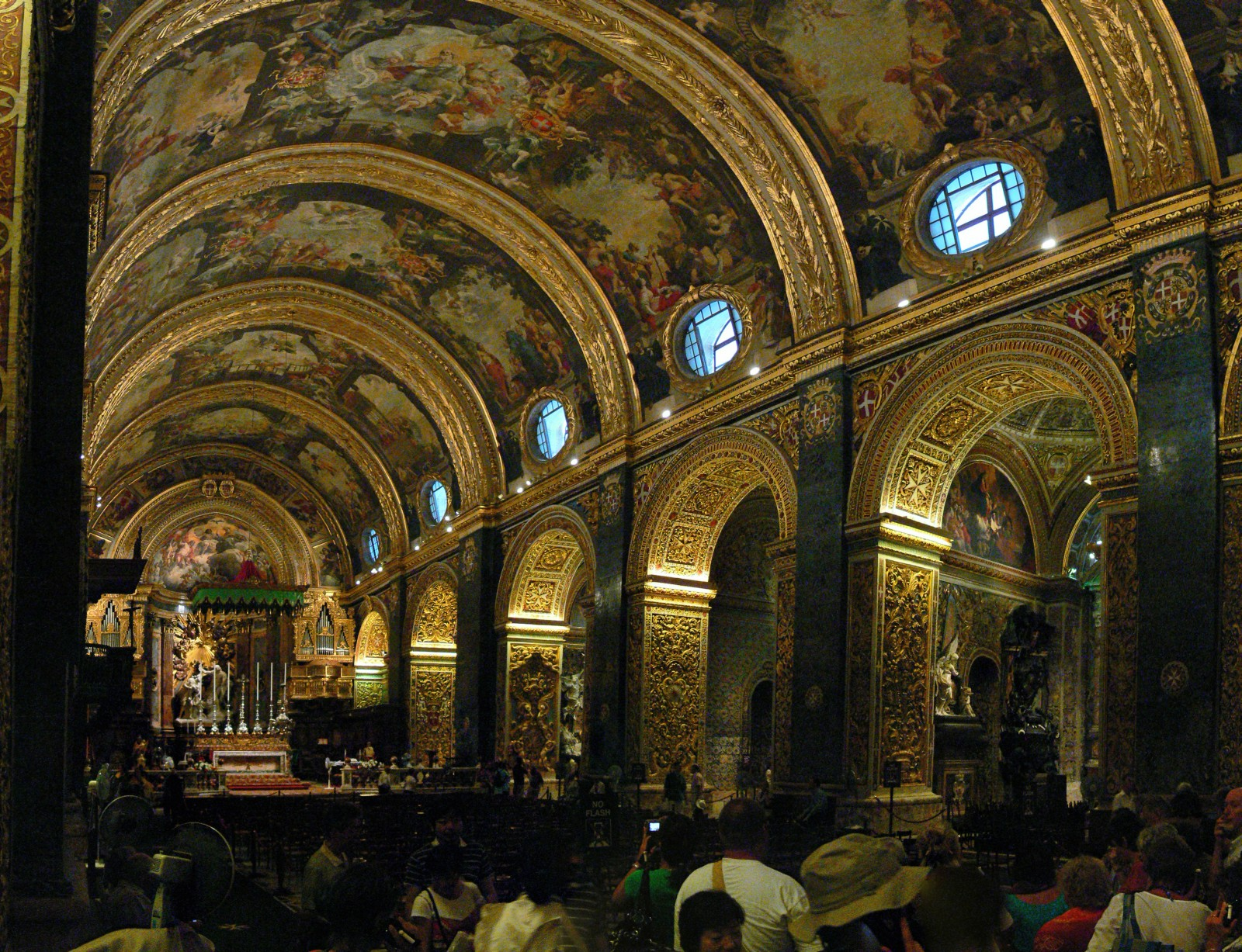
A Szent János-társkatedrális

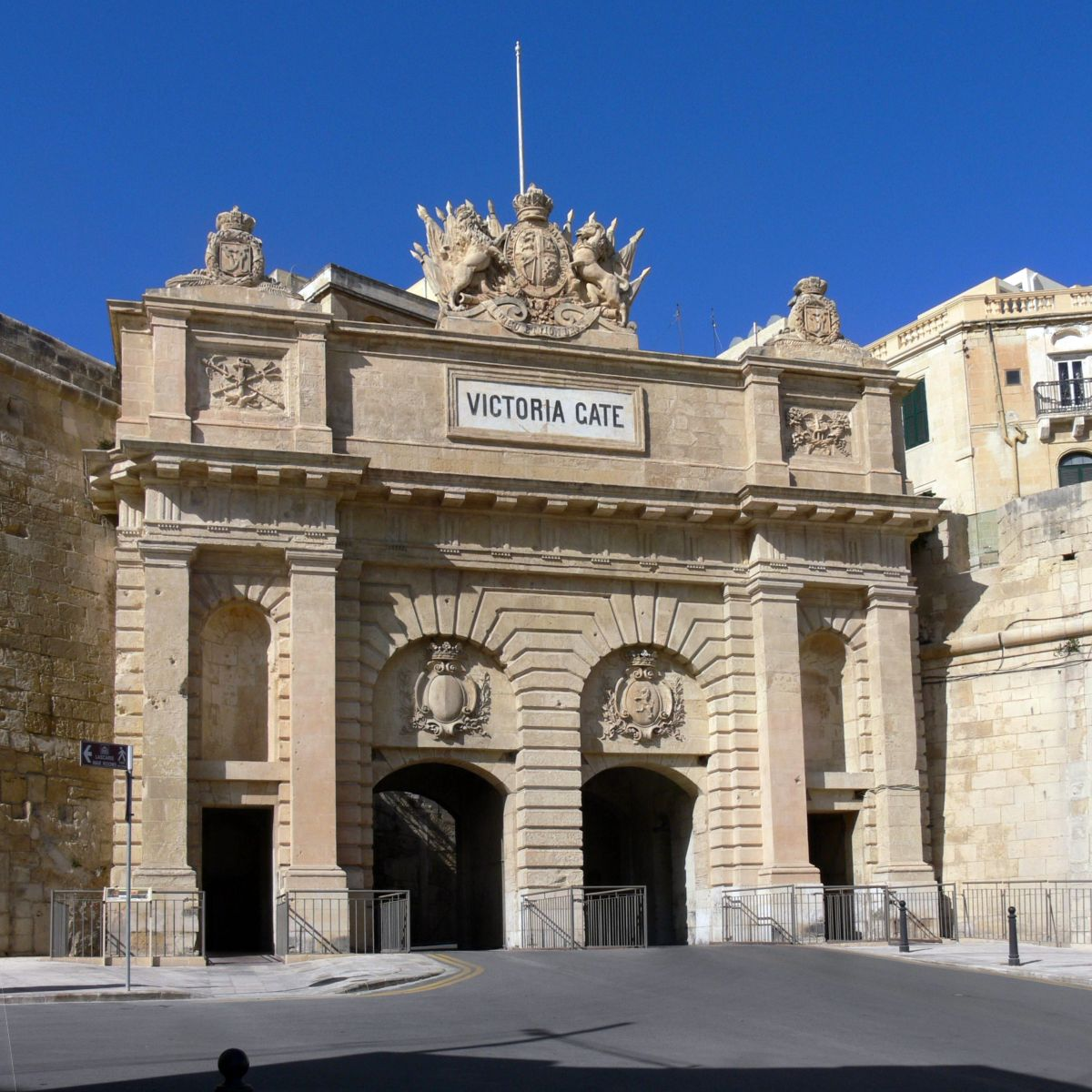
A Victoria-kapu

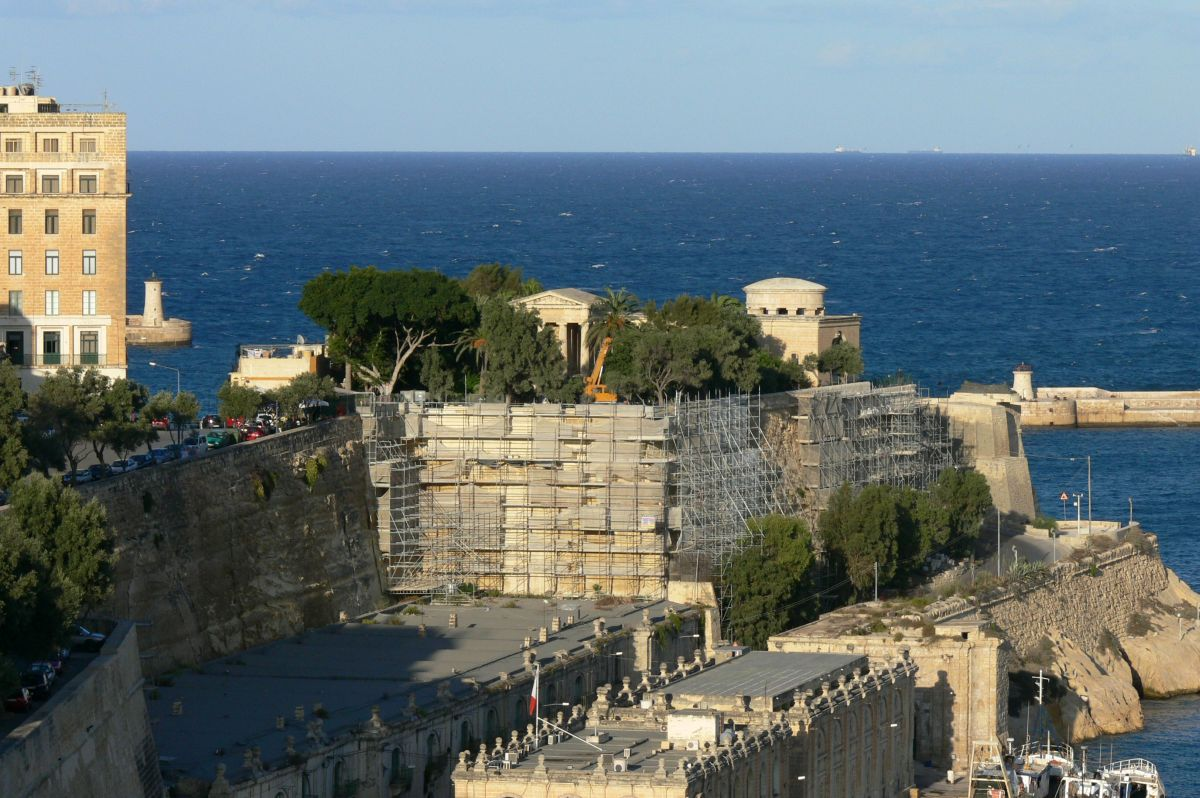
Az Alsó Barakka Kertek

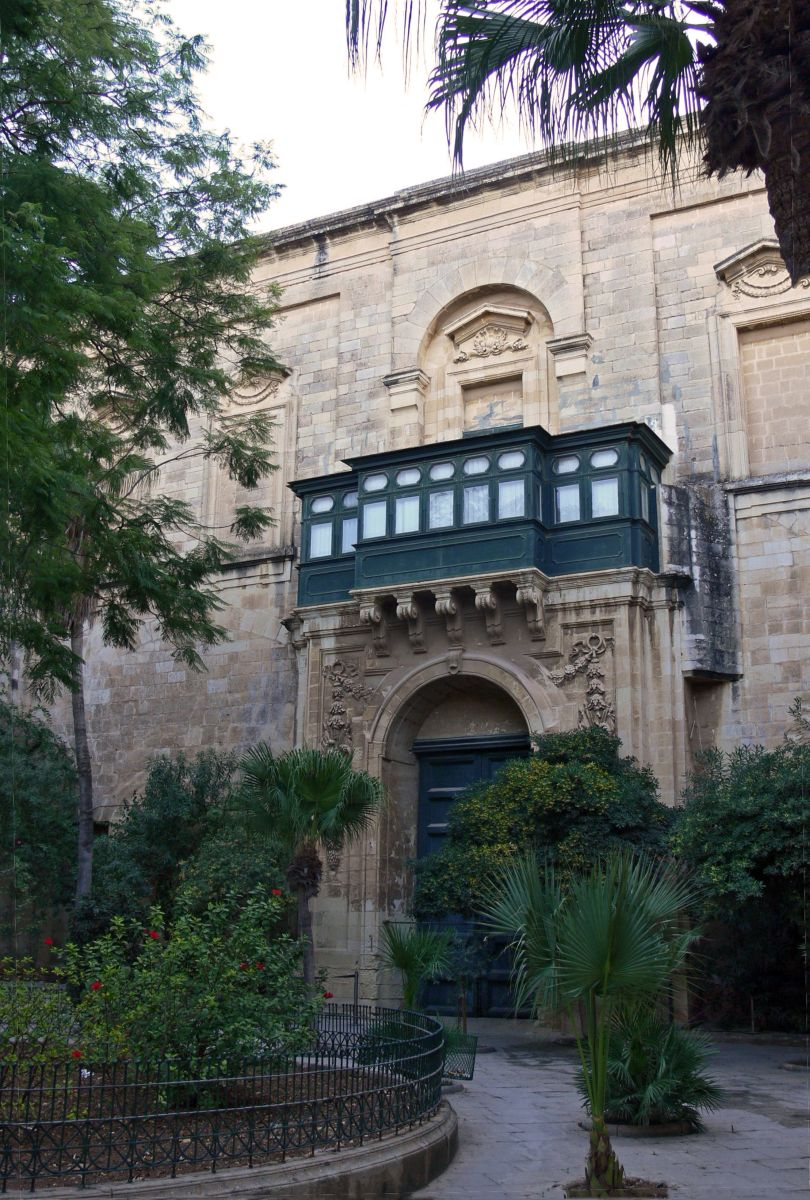
A Nagymesteri Palota belső udvara

### Templomok
- Szent János-társkatedrális[6] (San Ġwann, St John’s Co-Cathedral): az ország legnagyobb és legismertebb temploma, amelyet a világ legszebb barokk templomai között tartanak számon, Ġlormu Cassar építész fő műve
- Szent Augusztin-plébániatemplom (St. Augustine): 1571-ben építtette Ġlormu Cassar, 1765-ben átépítették. 1968 óta önálló plébánia
- Assisi Szent Ferenc-templom (San Franġisk t'Assisi, St. Francis of Assisi)
- Kármelhegyi Boldogasszony-bazilika (Santwarju Bażilika tal-Madonna tal-Karmnu): szintén Ġlormu Cassara alkotása. A várossal egyidős templom a második világháborúban elpusztult, ezt követően újjáépítették; hatalmas kupolája ma a főváros látképének meghatározó eleme
- Az Anglikán Közösség Szent Pál-temploma (St. Paul)
- A Skót Egyház Szent András-temploma (St. Andrew)
- Szent Domonkos-plébániatemplom[7] (San Duminku, St. Dominic): az egész új város első plébániatemploma. Az eredeti, Ġlormu Cassar-féle templomot az 1693-as földrengés döntötte romba, az új templomot 1889-ben szentelték fel

### Egyéb látnivalói
- Nagymesteri Palota: a Máltai Lovagrend egykori központja és a rend nagymesterének korábbi rezidenciája, illetve 2015-ig a máltai parlament helyszíne.
- Auberge de Castille: ma a miniszterelnök palotája
- Barakka kertek: szép kilátás nyílik innen a Nagy Kikötőre és a Három Városra
- Liberty Bell (Alsó Barakka kertek)
- Szent Elmo-erőd: jelenleg felújítási munkák miatt zárva
- Erődítések

## Kultúra
Valletta színházaival és múzeumaival Málta talán legfontosabb kulturális központja. Ezen kívül Málta egészének támogatásával beadja a nevezését a 2018-as évre az Európa kulturális fővárosa címre.
Band clubjai:
- King’s Own Band Club[9] (1874): 1901-ig L-Istilla majd Prince of Wales Band Club néven működött. 1936. december 8-án ők adták elő elsőként nyilvánosan Málta nemzeti himnuszát
- La Vallette Band Club

### Múzeumok
Málta állami múzeumait a Heritage Malta üzemelteti.
- St John's Co-Cathedral Museum
- Grandmaster's Palace Armoury Museum
- Malta War Museum (Fort St. Elmo)
- National Museums of Archaeology (Auberge de Provence)
- National Museum of Fine Arts
- Manoel Theatre Museum
- Toy Museum

### Színházak
- Manoel Theatre[11]
- Royal Opera House: 1942. áprilisában lebombázták, azóta rom. Jelenleg komoly tervek vannak a romok beépítésére, a városkapunál épülő parlamenttel közös komplexumként

## Sport
Sportegyesületei:
- Kosárlabda: Valletta Ballers: a másodosztály középmezőnyébe tartozik
- Labdarúgás: Valletta Football Club[13] (1943): négy korábbi városi csapat egyesüléséből jött létre. Az élvonal egyik legsikeresebb csapata, 19-szeres bajnok. Az egyetlen csapat, amely ugyanabban az évben a labdarúgó-szövetség mind a hat trófeáját el tudta nyerni (2000/2001).
Valletta St. Paul: egy korábbi csapat nevén alakult. Jelenleg a Division One tagja
Valletta Stars: egy korábbi csapat nevén alakult. Jelenleg a Division One tagja
Valletta Rovers: ifjúsági klub
- Rögbi: Valletta Lions Rugby Football Club[14] (2007)
- Röplabda: Valletta Volleyball Club: szinte egyeduralkodók a sportágban, 2010-ben a bajnokságot és a kupát is elhódították

## Közlekedés
A városba autóval – néhány rész kivételével – már csak engedéllyel lehet behajtani, a szomszédos Floriana szélén található parkolókból azonban néhány perc alatt megközelíthető. A városkapu előtti St. James-árokban lévő buszpályaudvarra fut össze Málta autóbusz-vonalainak jelentős része. A máltai nemzetközi repülőtér 5 kilométerre található, a Valletta Waterfront (kikötői terminál) pedig sétálva is elérhető.
Autóbuszjáratai (2018. decemberi adatok):
- 1 (Valletta-Isla)
- 2 (Valletta-Birgu)
- 3 (Valletta-Xgħajra)
- 4 (Valletta-Birgu)
- 13 (Valletta-Baħar iċ-Ċagħaq)
- 13A (Valletta-San Ġiljan)
- 14 (Valletta-Pembroke)
- 15 (Valletta-Sliema)
- 16 (Valletta-Swieqi)
- 21 (Valletta-Sliema)
- 22 (Valletta-Birkirkara)
- 24 (Valletta-San Ġwann)
- 25 (Valletta-San Ġwann)
- 31 (Valletta-Mosta-Buġibba)
- 32 (Valletta-Swatar)
- 35 (Valletta-San Ġwann)
- 41 (Valletta-Mosta-Buġibba-Ċirkewwa)
- 42 (Valletta-Mosta-Buġibba-Ċirkewwa)
- 43 (Valletta-Naxxar)
- 44 (Valletta-Għajn Tuffieħa)
- 45 (Valletta-Mosta-Buġibba)
- 46 (Valletta-Għargħur)
- 47 (Valletta-Mosta)
- 48 (Valletta-Mosta-Buġibba)
- 49 (Valletta-Għadira)
- 50 (Valletta-Rabat)
- 51 (Valletta-Rabat-Mtarfa)
- 52 (Valletta-Rabat-Dingli)
- 53 (Valletta-Rabat Virtu)
- 54 (Valletta-Attard)
- 56 (Valletta-Ta’ Qali-Rabat-Dingli)
- 58 (Valletta-Birkirkara)
- 58A (Valletta-Birkirkara)
- 61 (Valletta-Żebbuġ)
- 62 (Valletta-Siġġiewi)
- 63 (Valletta-Qormi)
- 64 (Valletta-Santa Venera)
- 71 (Valletta-Żurrieq)
- 72 (Valletta-Qrendi)
- 73 (Valletta-Żurrieq)
- 74 (Valletta-Żurrieq)
- 80 (Valletta-Birżebbuġa)
- 81 (Valletta-Marsaxlokk)
- 82 (Valletta-Birżebbuġa)
- 83 (Valletta-Santa Luċija)
- 84 (Valletta-Żejtun)
- 85 (Valletta-Marsaxlokk)
- 88 (Valletta-Gudja)
- 91 (Valletta-Marsaskala)
- 92 (Valletta-Marsaskala (Zonqor))
- 93 (Valletta-Marsaskala (Jerma))
- 94 (Valletta-Xgħajra)
- 122 (Valletta-Mater Dei kórház)
- 130 (Valletta-Valletta Waterfront)
- 133 (belvárosi körjárat, Valletta)
- 238 (Valletta-Mosta-Mġarr)
- 250 (Valletta-Mosta-Għadira)
- 260 (Valletta-Mosta-Għargħur)
- X4 (expressz, Valletta-Birżebbuġa)
- TD9 (expressz, Valletta-Buġibba)
- TD10 (expressz, Valletta-Marsaxlokk)
- TD13 (expressz, Valletta-San Ġiljan)
- N13 (éjszakai, Valletta-San Ġiljan)

## Híres szülöttei
- Boldog Ignazio Falzon pap, tanító (1813–1875)
- Paolo Nani zeneszerző (1814–1904)
- Sir Adrian Dingli jogász, legfőbb ügyész, a Koronatanács tagja (1817–1900)
- Sir Gerald Strickland politikus, 1927–1932 Málta miniszterelnöke (1861–1940)
- Sir Joseph Howard politikus, 1921–1923 Málta első miniszterelnöke (1862–1925)
- (Szent) Ġorġ Preca áldozópap, a Keresztény Tanítás Társaságának (M.U.S.E.U.M.) alapítója (1880–1962)
- Enrico Mizzi politikus, Málta egykori miniszterelnöke (1885–1950)
- Sir Ugo Pasquale Mifsud politikus, 1924–1927 és 1932–1933 Málta miniszterelnöke (1889–1942)
- Irene Condachi (1899–1970) orvosnő, neki tulajdonítják a rühösség megszüntetését a máltai oktatási intézményekben.
- Ġorġ Borġ Olivier jegyző, politikus, 1950–1955 és 1962–1971 Málta miniszterelnöke (1911–1980)
- Antoine Camilleri festő (1922–2005)
- Guido de Marco jogász, politikus, 1999–2004 Málta köztársasági elnöke (1931–2010)
- Pietru Pawlu Cremona O.P. domonkos szerzetes, Málta jelenlegi érseke (*1946. január 25.)
- Lawrence Gonzi politikus, jelenlegi miniszterelnök (*1953. július 1.)
- Gilbert Agius válogatott labdarúgó (*1974. február 21.)

## Testvérvárosok
- Palermo, Olaszország